# Chevrolet Corvette (C5)
Cet article concerne la cinquième génération de Chevrolet Corvette. Pour des informations plus générales, voir Chevrolet Corvette.
La Chevrolet Corvette (C5) est la cinquième génération de la voiture de sport Chevrolet Corvette, produite par la division Chevrolet de General Motors pour les années modèle de 1997 à 2004. Les variantes de production incluent la Z06 haute performance. Les variantes de course incluent la C5-R, des gagnantes des 24 Heures de Daytona et des 24 Heures du Mans GTS / GT1.

## Aperçu
Un changement majeur par rapport à sa prédécesseure, la Chevrolet Corvette (C4), était un cadre de caisse hydroformé, une conception qui offrait une plate-forme structurelle améliorée, en particulier pour une carrosserie convertible. Pour améliorer la maniabilité, la transmission a été déplacée pour former un ensemble de boîte-pont intégré à l'arrière. Connecté au tout nouveau moteur LS1 via un tube de couple, l'agencement moteur / transmission a permis une répartition du poids avant-arrière de 50-50%. Le moteur LS1 produisait initialement 345 ch (257 kW), puis a augmenté en 2001 pour atteindre 350 ch (261 kW). La transmission automatique 4L60-E est repris des modèles précédents, mais la boîte manuelle a été remplacée par une Borg-Warner T-56 à 6 vitesses capable d'atteindre une vitesse de pointe de 282 km/h. Par rapport à la C4, la nouvelle plate-forme et la conception structurelle ont considérablement réduit les couinements et les cliquetis.
Dans l'année modèle inaugurale (1997), seul le coupé fastback (plus comme un coupé à hayon) été proposé, avec le cabriolet - le premier avec un coffre depuis 1962 - qui a suivi plus tard en août 1997 pour l'année 1998. À l'été 1998, un troisième style de carrosserie, le coupé à toit fixe (également appelé «Fixed-Roof Coupe» ou «FRC»), a été ajouté à la gamme pour l'année 1999. Cette carrosserie, comme son nom l'indique, comportait un toit fixe (pas de panneau supérieur amovible de type targa comme sur le coupé fastback) avec une forme de ligne de toit et un espace de coffre similaires à ceux du cabriolet, ainsi qu'une lunette arrière de style notchback distinctive.
Mis à part les différences esthétiques (nouveaux styles de roues, couleurs de peinture, éditions pace car / commémoratives en 1998, 2003 et 2004, etc.), l'augmentation de la puissance du moteur et les nouvelles offres d'équipements en option, il y a eu peu de changements fondamentaux d'une année modèle à l'autre dans le cycle de production de la C5. L'une des options "high-tech" les plus populaires introduites dans la gamme Corvette était un Head-Up Display ou HUD, tandis qu'une autre innovation était le système de manutention active (d'abord disponible en option pour 1998, puis de série sur tous les modèles en 2001). La C5 a également été la première Corvette à intégrer un accélérateur à commande électrique; et la direction à effort variable, selon laquelle le niveau d'assistance de la direction assistée varie en fonction de la vitesse du véhicule (plus à basse vitesse, moins à vitesse élevée). Également remarquable, bien que rarement discutée, la génération C5 a été le premier modèle à adopter la configuration d'essuie-glace parallèle ou "tandem", abandonnant la configuration opposée qui était utilisée sur tous les modèles de Corvette précédentes depuis la première en 1953. 
Contrairement à la réputation des véhicules hautes performances pour leur mauvaise consommation de carburant, la C5 atteint des cotes EPA relativement élevées de 13 litres aux 100 km en ville et 9,4 litres aux 100 km sur autoroute avec la transmission automatique et 12 litres aux 100 km ; 8,4 litres aux 100 km avec la boîte de vitesses manuelle,, ce qui lui permet d'éviter la taxe sur les «gaz gourmands» qui est perçue sur la plupart des autres véhicules de la catégorie de la Corvette. Un certain nombre de facteurs en sont responsables : le poids relativement léger de la C5 (un poids à vide de moins de 1 500 kg ; Chevrolet est même allé jusqu'à omettre le pneu de secours comme mesure d'économie de poids, en s'appuyant sur le roulage des pneus à plat à la place) ; le faible coefficient de traînée de la C5 ; et la tendance du véhicule à passer à la vitesse supérieure le plus tôt possible. Le changement de vitesse assisté par ordinateur de la transmission manuelle entraîne un passage obligatoire de la 1ère vitesse directement à la 4ème vitesse dans certaines conditions de conduite ; le système peut être désactivé via le réglage PCM ou l'utilisation d'un appareil de rechange.

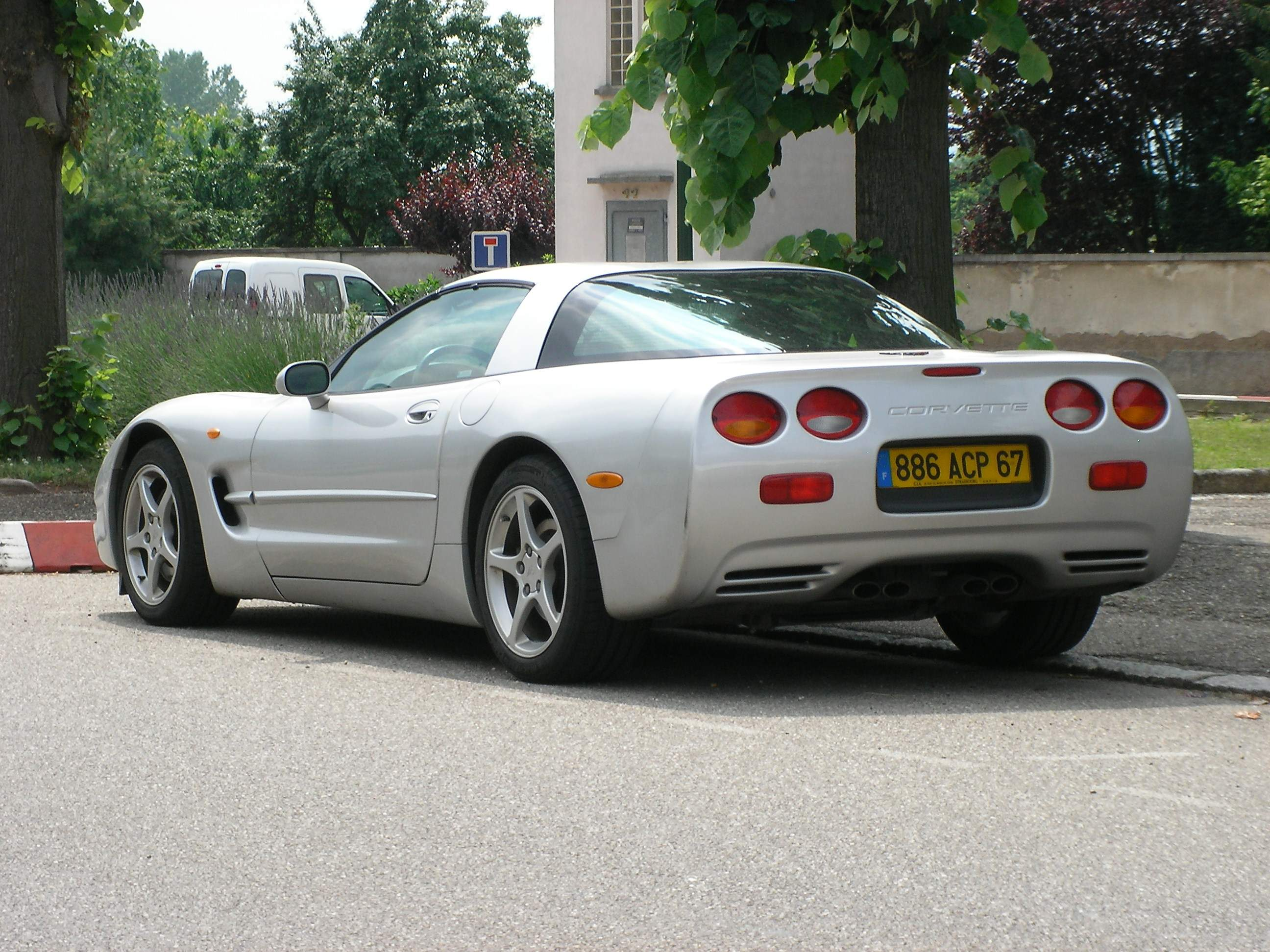
Vue arrière d'une Corvette C5.

Les choix de suspension pour le modèle de base de la C5 étaient limités à la suspension standard (RPO FE1), avec des options de suspension sport FE3 d'inspiration autocross (incluse avec le groupe de performance et de maniabilité Z51 de série sur le FRC de 1999-2000) ou le Suspension Selective Ride Control F45, qui permet au conducteur de sélectionner à la volée différentes caractéristiques de conduite (sport ou tourisme). Vers la fin de la production (à partir de l'année modèle 2003), la suspension Magnetic Selective Ride Control F55 a remplacé la F45 comme troisième choix de suspension. La suspension FE4 inspirée de la course utilisée pour la Z06 est plus rigide que celle offerte sur le modèle de base de la C5, et est unique à ce modèle sans suspension optionnelle offerte. La suspension de la C5 se composait de doubles triangles indépendants de longueur inégale avec des ressorts mono-lames transversaux en fibre de verre et des amortisseurs magnétorhéologiques en option.
La C5 est compétitive en ce qui concerne les temps d'accélération de 0 à 97 km/h avec presque toutes les voitures de sport haut de gamme de son époque, y compris l'Aston Martin DB7 Vantage et la Ferrari 355. Un composé des performances publiées pour le coupé de base et le cabriolet donne un temps de 0 à 97 km/h d'environ 4,5 secondes et un temps du quart de mile (402 m) départ arrêté d'environ 13,3 secondes à 174 km/h (les deux fois pour un véhicule équipé de la transmission manuelle à 6 vitesses).
Les panneaux de carrosserie modulaires de la C5 font un excellent usage d'un matériau composite léger connu dans l'industrie automobile sous le nom de SMC ou Sheet Molded Composite, un type de fibre de verre qui est mélangé et collé avec du plastique. Le SMC offre une meilleure protection contre les coups directs car il est très rigide et ne bossellera pas. Les panneaux de plancher de la C5 sont un sandwich de composite SMC avec du bois de balsa au milieu. Le bois de balsa a été choisi pour son extrême rigidité, son poids léger et ses excellentes qualités d'absorption acoustique. Le moteur LS1 à soupapes en tête tout en aluminium est beaucoup plus léger que son prédécesseur, le LT1, bimétal (bloc en fonte, têtes en aluminium) et offre un capot beaucoup plus bas par rapport à une conception à cames en tête à déplacement relatif. Les ressorts à lames composites sont beaucoup plus légers et reposent beaucoup plus bas que les ressorts hélicoïdaux typiques et aident à fournir à la C5 ses excellentes caractéristiques de conduite et sa hauteur de conduite distinctive.

## Z06

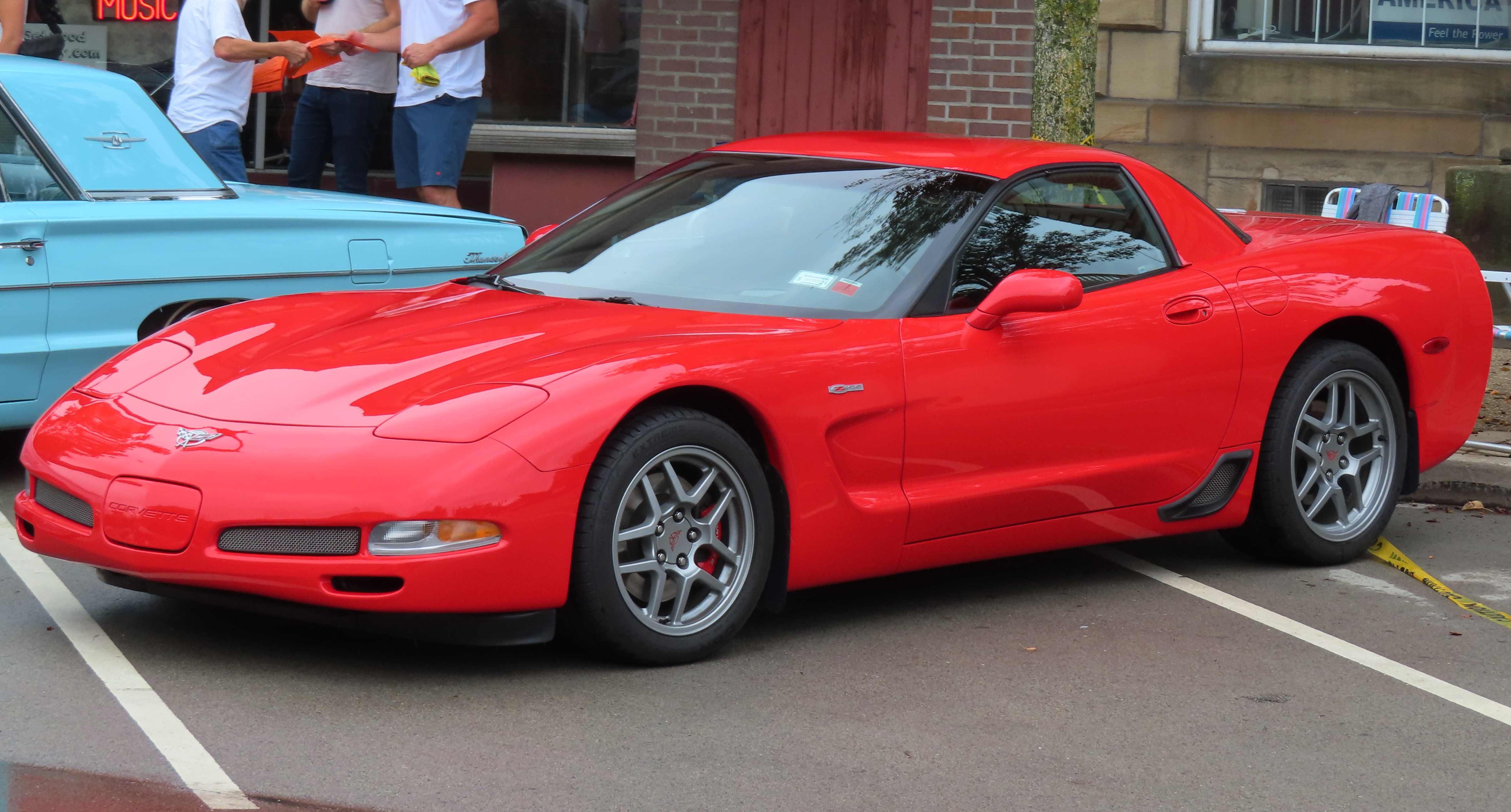
Chevrolet Corvette Z06 2003 photographiée lors de la "2023 New Brighton Car Cruise" à New Brighton, en Pennsylvanie.

Un successeur de la ZR-1 a fait ses débuts en 2001 en tant que Z06, donnant un clin d'œil à la version haute performance Z06 de la Corvette C2 des années 1960. La Z06 utilise une version réglée du moteur LS1 standard (désigné LS6), avec une puissance de sortie plus élevée de 385 ch (287 kW). Bien que sa puissance totale soit inférieure à celle du précédent modèle tardif ZR-1, la Z06 était beaucoup plus légère et pouvait surpasser la ZR-1 dans toutes les catégories, à l'exception de la vitesse maximale. Elle coûte également beaucoup moins cher que la ZR-1. La Z06 avait un poids à vide total de 1 414 kg. Le modèle Z06 n'était disponible qu'avec la boîte manuelle à six vitesses.
Chevrolet a conçu plusieurs modifications pour la Z06 afin de mettre la puissance accrue à son meilleur usage, à commencer par la carrosserie la plus structurellement rigide - le coupé à toit fixe ou FRC (Fixed Roof Coupé). Les nouveaux composants ajoutés à la Z06 comprenaient : une suspension FE4 améliorée, des roues et des pneus plus grands, des rapports de transmission révisés et des conduits de refroidissement des freins fonctionnels. La Z06 est 17 kg plus légère qu'une C5 standard à toit rigide en raison de mesures d'économie de poids telles qu'un système d'échappement en titane, un verre plus mince, des roues plus légères, des pneus non EMT, une insonorisation réduite, une antenne radio arrière fixe et une batterie plus légère. À partir de l'année-modèle 2002, la puissance a été augmentée à 405 ch (411 ch ; 302 kW) à 6 000 tr/min et 542 N m de couple à 4 800 tr/min, en raison d'une plus grande entrée d'air, ressorts de soupapes plus rigides, soupapes remplies de sodium plus légères et levée et calage des arbres à cames plus agressifs.
La Z16 Commemorative Edition de 2004 était équipée d'un capot en fibre de carbone, ce qui permettait d'économiser 5 kg supplémentaires. Les autres caractéristiques uniques de la Z16 (Commemorative Edition de la Z06) sont les roues en aluminium poli, la couleur et les rayures spéciales de la peinture, les emblèmes Commemorative Edition et les enjoliveurs de roue. La Z16 a également reçu un réglage d'amortissement pour une meilleure maniabilité. L'option Z16 représentait la majorité des Corvette Z06 en 2004, totalisant 2 025 unités, dont 325 unités expédiées à l'étranger. 
Les performances de la version 405 (411 ch ; 302 kW) de la Z06 incluent un temps d'accélération du 0 à 97 km/h en 4,0 secondes et de 12,4 secondes pour le 1/4 de mile (402 m) comme cité par le fabricant.

## Problèmes connus
Les défaillances des ressorts de soupape sont connues pour affecter la production des Z06 de fin 2002-mi 2003. Ils peuvent se casser et laisser tomber la soupape dans le cylindre, causant des dommages importants.

## Éditions spéciales

### Réplique des pace car de l'Indianapolis 500

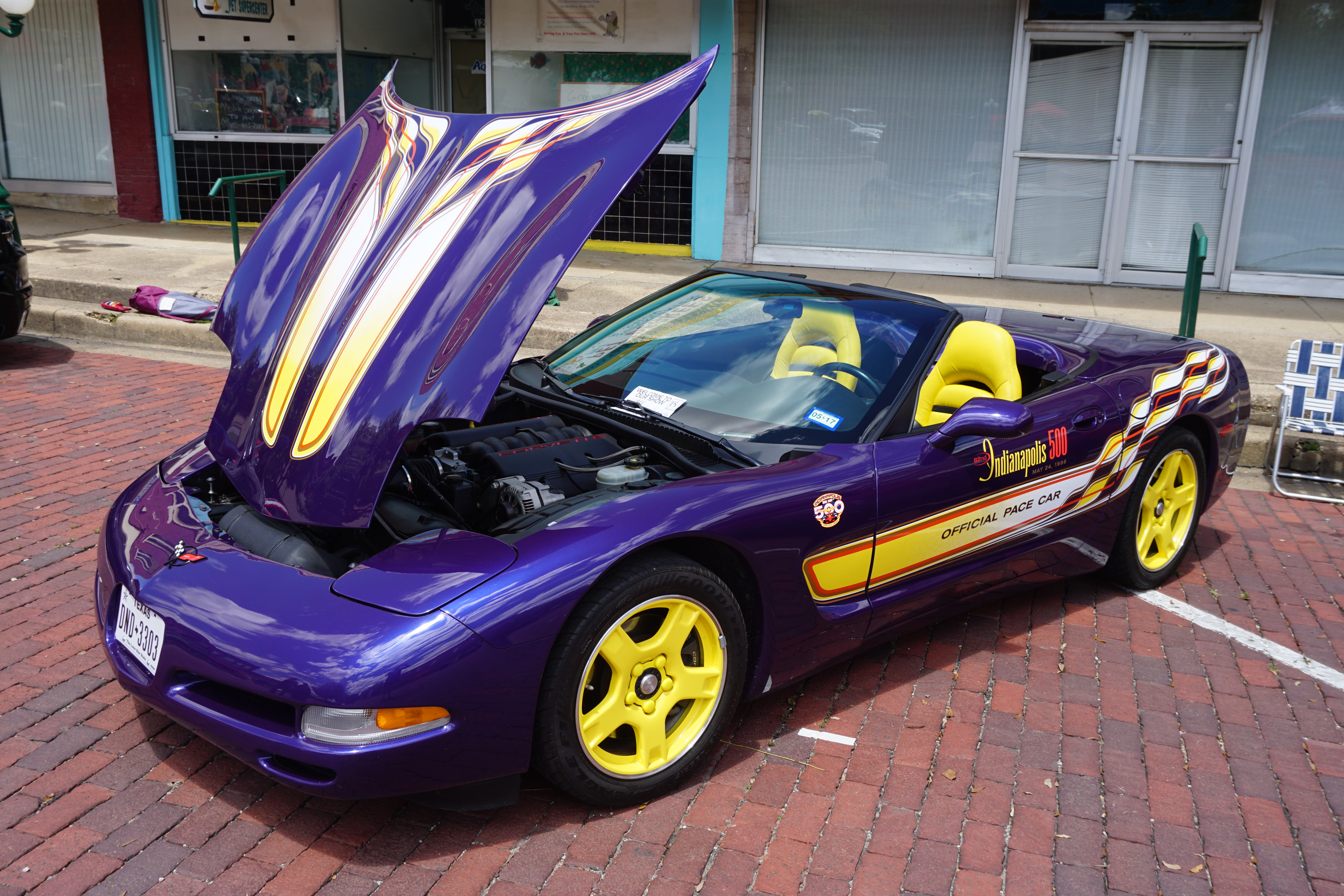
Corvette pace car réplique de 1998.

En 1998, la nouvelle version décapotable de la C5 a été choisie comme Pace Car pour la course Indianapolis 500, et une réplique de la pace car (RPO Z4Z) a été offerte au public. Mis à part le manque d'équipement nécessaire pour les tâches de la pace car réelle (barre lumineuse, harnais de course spéciaux, etc.), il y avait peu de différence entre la réplique de la C5 pace car et le véhicule qui avait effectivement été utilisé pendant la course. La finition réplique de la pace car se composait d'une couleur de peinture spéciale ("Radar Blue"), de couleurs intérieures uniques (noir et jaune), de roues peintes en jaunes et d'autocollants spéciaux pace car. La finition réplique de la pace car comprenait également d'autres équipements en option : le nouveau système de manutention active (RPO JL4); une radio AM / FM à réglage électronique avec lecteur CD et un système d'enceintes Bose; un système de chauffage et de climatisation électronique à deux zones; et sièges baquets sport réglables en cuir. Bien que considérées par beaucoup comme la finition d'apparence de Corvette la plus criarde offerte à ce jour, les répliques de pace car de 1998 bénéficient néanmoins d'un suivi fort et fidèle des propriétaires et des collectionneurs[réf. nécessaire].

### 50th Anniversary Edition

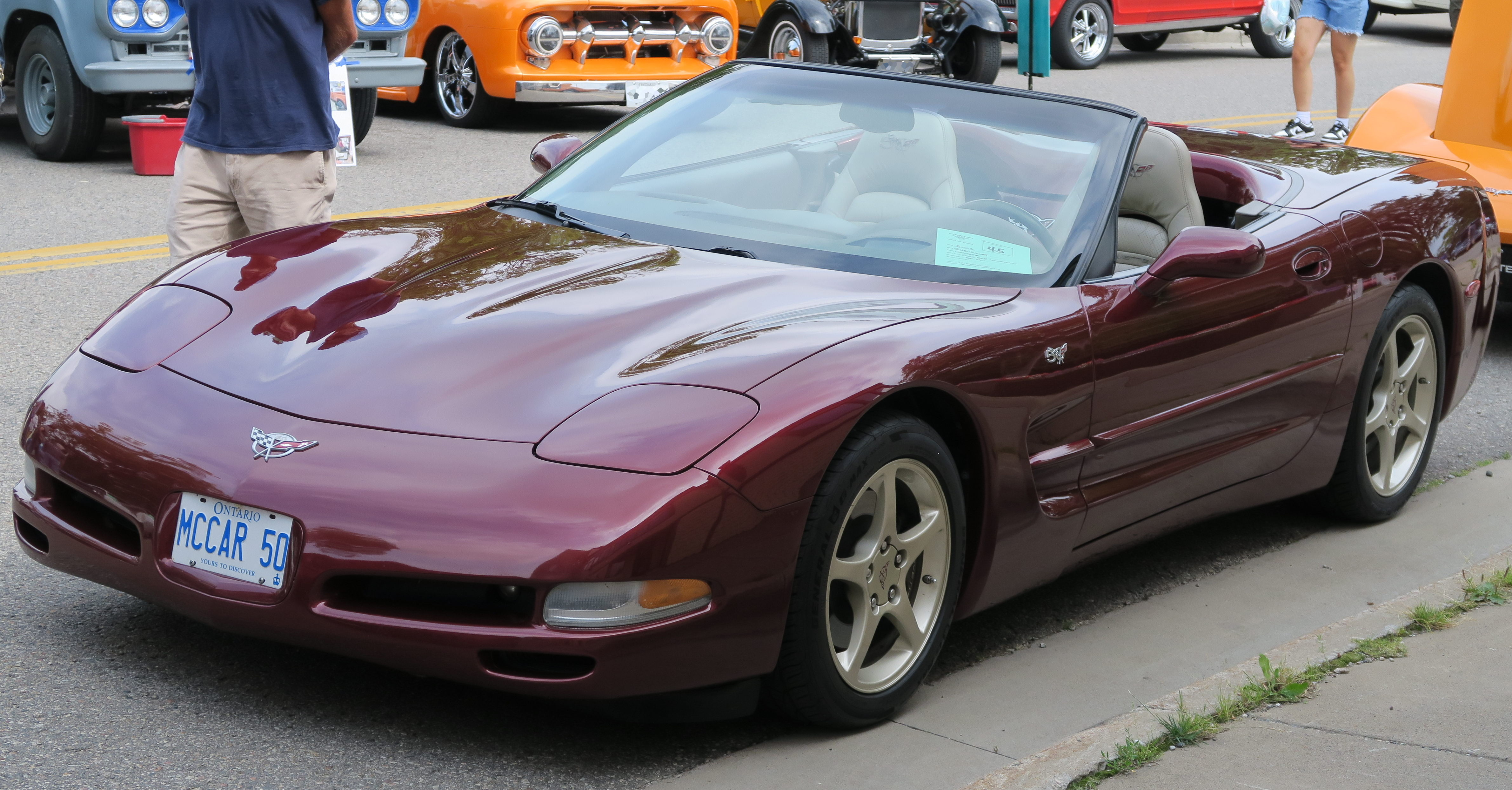
Corvette 50th Anniversary Edition.

Une 50th Anniversary Edition (RPO Z25) a été offerte au cours de l'année modèle 2003 pour commémorer un demi-siècle de production de Corvette. Disponible en modèles cabriolet et coupé, la 50th Anniversary Edition est livrée avec une nuance spéciale de peinture rouge ("Anniversary Red Metallic") et un intérieur en cuir bicolore schiste. Les cabriolets de l'Anniversary Edition étaient également ornés d'une capote souple de couleur schiste. Une nouvelle option pour la Corvette en 2003, la suspension magnétique à contrôle sélectif du trajet F55 était de série sur les véhicules Anniversary Edition équipés du 1SC. Des roues en aluminium avec peintures spéciales ("Warm Nickel Metallic"), des garnitures de rembourrage brodées et des badges complètent la finition Anniversary Edition. Toutes les options de commodité offertes sur les modèles haut de gamme de la Corvette étaient également incluses.
Une Corvette 50th Anniversary légèrement modifiée a été choisie comme pace car pour la course d'Indianapolis 500 en mai 2002; puis le véhicule de production est devenu une pièce maîtresse de la célébration du 50e anniversaire qui a suivi, parrainée par Chevrolet. Les festivités comprenaient des rassemblements à Nashville, Bowling Green et St. Louis. Des milliers de Corvette et leurs propriétaires sont venus de tout le pays pour participer aux événements marquant la 50e année de production du véhicule.

### Concept Chevrolet Corvette Moray (2003)
Il s'agit d'une version de la Corvette coupé conçue par Giorgetto et Fabrizio Giugiaro d'Italdesign, commémorant les 50 ans de la Chevrolet Corvette. Elle comprenait un moteur V8 de 6,0 litres, une fenêtre de porte demi-dôme, une porte papillon articulée sur le montant arrière.
Le véhicule a été dévoilé en 2003 au salon de Genève,.

### Commemorative Edition des 24 Heures du Mans
Au cours de l'année-modèle 2004, une finition Commemorative Edition des 24 Heures du Mans (RPO Z15 et Z16) a été proposé en option pour les trois modèles de la C5 (coupé, cabriolet, Z06) pour célébrer la finition C5-R en classe "1-2" au Mans. La finition se composait d'une couleur de peinture spéciale ("Le Mans Blue Metallic"); intérieur en cuir bicolore schiste (coupés et cabriolets uniquement); et de larges rayures argentées et rouges appliquées en option au centre de la voiture (Z06 uniquement). Les cabriolets Commemorative Edition ont reçu une capote de couleur schiste, et la version Z06 (surnommée la "Z16" d'après son RPO pour la finition Commemorative Edition du Mans) a reçu un capot en fibre de carbone comme mesure supplémentaire de réduction de poids. Un insigne commémoratif spécial, une broderie d'appui-tête et une roue vivement polie (une première sur la Z06) avec des embouts centraux uniques complètent l'ensemble.
Il y avait 2025 Z06 Commemorative Edition (RPO Z16) construites en 2004. Les VIN étaient des nombres séquencés allant du premier 100013 au dernier 132518.

## Raretés
Contrairement aux générations précédentes de la Corvette qui avaient des modèles rares basés principalement sur des options de moteur (par exemple, le L88), il n'y avait aucune possibilité réelle que de telles raretés puissent se produire avec la C5. Le modèle de base de la C5 n'avait qu'un seul choix de moteur: le LS1; et de même pour la Z06, il n'y avait que le LS6. Cependant, mis à part des éditions limitées telles que la pace car de l'Indy de 1998, il y avait un certain nombre d'offres de couleurs extérieures qui ont été produites en nombre relativement faible. Dans certains cas, la rareté de la couleur est limitée à des styles de carrosserie spécifiques.
À l'exclusion du véhicule de récompense de l'année de modèle 2000 délibérément unique, produite en Platinum Purple Metallic, la plus rare de toutes les couleurs d'une C5 destinées à la production est sans doute l'Aztec Gold Metallic de 1998 (RPO 58U), avec un total de 15 unités produites (12 coupés et 3 cabriolets). Bien qu'il y ait techniquement eu un véhicule de moins produit pendant l'année modèle 1998 en Navy Blue (RPO 28U); les véhicules de 1998 ont été produits comme test pour la couleur de la peinture, qui devait être introduite pendant l'année modèle 1999), l'Aztec Gold Metallic n'a plus été proposé (bien qu'un véhicule unique spécial ait été produit en 2003 - portant le grand total de la couleur à 16 unités produites en usine), tandis que le Navy Blue [Metallic] été proposé jusqu'à la fin de l'année modèle 2001, avec des véhicules produits par la suite en quantités suffisantes au cours de ces années modèle pour rendre la couleur relativement courante sur la C5.
La prochaine couleur plus rare de la C5 est le Fairway Green [Metallic] (RPO 87U), offert uniquement pendant les années modèle 1997 et 1998, avec 344 unités totales produites; cela borde étroitement le Majestic Amethyst Metallic (1998, RPO 95U), avec 361 unités produites au total. Cependant, en fonction des styles de carrosserie, le Majestic Amethyst Metallic est plus rare sur le coupé (215 contre 284 unités), et le Fairway Green [Metallic] est plus rare sur le cabriolet (60 contre 146 unités) - et, évidemment, un cabriolet dans l'une ou l'autre couleur est plus rare qu'un coupé dans l'une ou l'autre couleur. 
Dans l'ensemble, la couleur du FRC la plus rare est le Nassau Blue Metallic / Bright Blue (RPO 23U); disponible sur cette carrosserie uniquement pendant les années modèle 1999 et 2000, un total de 391 unités ont été produites dans cette couleur. Cependant, la couleur de la Z06 la plus rare est le Speedway White (RPO 40U) de 2001, avec seulement 352 unités produites au total; tandis que le blanc était disponible sur le FRC au cours des années modèle précédentes (un total de 626 unités produites en 1999 et 2000), 2001 était la seule année modèle dans laquelle le blanc était proposé sur une C5 Z06.

## C5-R
La C5-R était une voiture de course construite par Pratt & Miller pour GM Racing. Elle était basée sur la C5 de route mais avait un empattement plus long, une voie plus large, un V8 de 7,0 L agrandi et une carrosserie différente avec des phares exposés. Elle a couru en American Le Mans Series dans la classe GTS et a participé à quatre courses des 24 Heures du Mans.
- 2001 : La remarquable saison de course de la voiture en 2001 a produit huit victoires en dix courses, dont une victoire au classement général aux 24 Heures de Daytona et un doublé en classe GTS au Mans.
- 2002 : En 2002, la C5-R a réitéré sa victoire un à deux au Mans et a également dominé la classe GTS en American Le Mans Series. Une nouvelle unité de boîte-pont a remplacé la transmission et le différentiel séparés de l'année précédente. La Corvette a dû faire face à une vive concurrence de la nouvelle Ferrari 550 Prodrive, qui a mené la majeure partie de la course mais a connu des problèmes plus tard, laissant la victoire à la Corvette.
- 2003 : En 2003, l'Automobile Club de l'Ouest a imposé des restrictions supplémentaires à tous les concurrents des 24 Heures du Mans, réduisant la puissance de 10% pour tenter de ralentir les voitures. Lors de la saison d'ouverture des 12 Heures de Sebring en 2003, les C5-R sont restés en forme, l'une d'elles terminant premier de sa catégorie et huitième au classement général. Toujours en 2003, la peinture jaune a été abandonnée au profit d'un schéma de couleurs spécial rouge, blanc et bleu pour commémorer le 50e anniversaire de la Corvette. Cependant, au Mans, les Ferrari Prodrive ont gâché l'anniversaire et l'espoir d'une troisième victoire de suite dans la catégorie GTS.

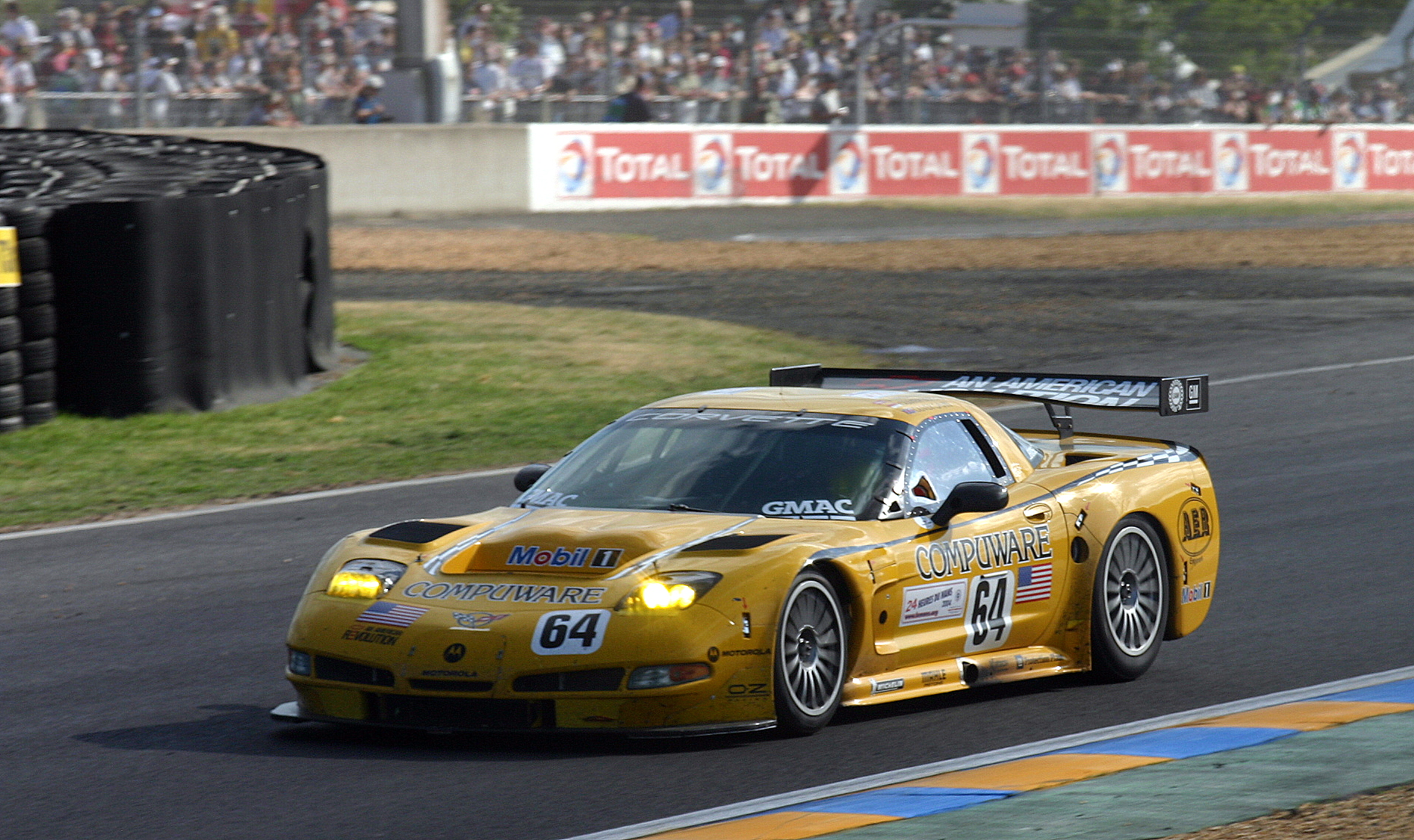
Corvette C5-R au 24 Heures du Mans de 2004.

- 2004 : La Corvette C5-R est revenue en 2004 et a remporté les 24 Heures du Mans dans sa catégorie. La Ferrari Prodrive a mené la majeure partie de la course, mais avec moins de 12 heures à parcourir, les deux voitures Prodrive ont eu des problèmes les obligeant à se mettre au stand et à perdre des tours. Les Corvettes ont ensuite terminé 1ère à 2ème, la voiture n ° 64 terminant 16 tours devant la Ferrari de tête.
- 2005 : Bien qu'elle soit en passe d'être remplacée par la C6-R, la Corvette C5-R n'a pas fini avec ses succès en course. En FIA GT, la nouvelle équipe Corvette Europe a remporté des courses à Imola et Zhuhai. L'équipe Euro a également réussi plusieurs podiums. Dans l'ALMS, l'équipe Pacific Coast Racing a atteint quelques podiums derrière la C6-R d'usine.
- 2006 : La C5-R est revenue au Mans (France) pour la première fois en tant que participante non d'usine, pilotée par Luc Alphand, un habitué du Mans. Elle a terminé troisième de la catégorie GT1 derrière la C6-R et Aston Martin Prodrive.
- 2007 : L'équipe d'Alphand a de nouveau piloté la C5-R lors des 24 Heures du Mans, en association avec une C6-R acquise auprès de Corvette Racing.